# Хто я — жодна система не є безпечною
«Хто я – жодна система не є безпечною» (нім. Who Am I – Kein System ist sicher) — німецький фільм жанру кібер-трилер, знятий Бараном бо Одаром. Фільм брав участь у секції «Сучасний світ кіно» на міжнародному кінофестивалю у Торонто 2014 і був показаний на міжнародних кінофестивалях в Далласі і Ньюпорт-Біч в квітні 2015 року. Прем'єра в Україні відбулась 13 серпня 2015 року.

## Сюжет
Бенджамін Енгель, хакер з Берліна, сидить у кімнаті для допитів. Відповідальний офіцер повідомляє Ханне Ліндберг, керівнику кіберпідрозділу Європолу, що Беньямін попросив провести допит. Беньямін каже, що має інформацію про FR13NDS (/frɛndz/), сумнозвісну хакерську групу з чотирьох членів, пов'язану з російською кібермафією, та MRX, сумнозвісного хакера, відомого в Даркнеті; він каже, що може віддати їх обох Ганні, якщо вона його послухає. Не маючи вибору, Ганна сідає.
Бенджамін розповідає Ганні, що він схожий на супергероя: як і багато героїв, він теж не має батьків; він ніколи не бачив свого батька, оскільки той покинув сім'ю, коли Бенджамін народився, а його мати наклала на себе руки, коли йому було 8 років. Він живе один зі своєю хворою бабусею. Своєю "суперсилою" він вважає невидимість, оскільки в дитинстві його ніколи не помічали, оскільки він був соціально незграбним. Він каже, що вивчив програмування і зламав свою першу систему, коли йому було 14 років. Хоча в реальному житті він відчував себе невдахою, в інтернеті він відчував почуття приналежності. Проводячи більшу частину свого часу в Даркнеті, він зустрів свого героя-хакера, MRX, чию особистість ніхто не знає і який може зламати будь-яку систему. Бенджамін прагне бути схожим на нього.
Однак, оскільки він не міг відвідувати університет, він працював рознощиком піци, щоб оплачувати рахунки. Він розповідає Ханне, що одного вечора, коли доставляв піцу групі студентів, він побачив Марі, дівчину, в яку був закоханий ще зі шкільних років. Почувши, що вона має проблеми з іспитами, він вирішив допомогти їй і стати "супергероєм". Він пішов до університету, зламав його сервери, щоб завантажити екзаменаційні питання, але був спійманий охоронцем і заарештований. Не маючи попереднього кримінального минулого, він був змушений виконувати громадські роботи як покарання.
Він розповідає Ганні, що під час роботи на прибиранні вулиць як покарання він зустрів Макса, колегу-хакера, який, на думку Беньяміна, є повною його протилежністю - харизматичним, зухвалим і впевненим у собі чоловіком. Пізніше Макс познайомив його зі своїми колегами Стефаном і Полом. Після того, як Беньямін проявив себе як хакер, Макс пояснив йому, що концепція соціальної інженерії є найкращою формою хакінгу. Вони вирішують створити хакерську групу під назвою "Клоуни, що сміються над тобою", на прізвисько CLAY, і використовують будинок Беньяміна як базу для своєї діяльності, оскільки Беньямін був змушений відправити свою бабусю до будинку для людей похилого віку через хворобу Альцгеймера. Вони спричиняють загальний хаос у Берліні у формі пранків, стаючи популярними у соціальних мережах. Однак МРТ, яким одержимий Макс, відверто висміює їх. Розлючений Макс хоче здійснити ще більш обурливий хакерський подвиг, і Беньямін пропонує зламати головну будівлю БНД (Центральної розвідки Німеччини). Під враженням від цієї обурливої ідеї група погоджується з Беньяміном і вирішує зламати БНД, щоб справити враження на MRX.
Використовуючи пірнання у сміттєві баки та фішинг, щоб отримати доступ до будівлі BND, їм вдається зламати внутрішні сервери та принтери, щоб надрукувати свій логотип "ЖОДНА СИСТЕМА НЕ Є БЕЗПЕЧНОЮ" по всій будівлі, що вражає МРТ. Однак, коли вони йдуть до клубу святкувати, Бенджамін помічає, як Макс цілується з Марі. Розлючений, Бенджамін відмовляється впустити їх до будинку, а також ображає Марі, коли вона приходить до нього через свій гнів. Почуваючись неповноцінним, він таємно зв'язується з МРТ, пропонуючи йому цінну інформацію: базу даних з приватних серверів БНД, яку він зламав, перебуваючи в будівлі БНД, що вражає МРТ. Коли група приїжджає наступного дня, Беньямін все ще розлючений і нападає на Макса, який у відповідь б'є його. Однак Пол, дивлячись телевізор, чує в новинах, що одного з членів FR13NDS, на прізвисько Криптон, було вбито. Бенджамін зізнається, що передав інформацію від БНД до MRX, і після перевірки розуміє, що інформація ідентифікувала Криптона як подвійного агента, який працював з Ханною, щоб викрити MRX і FR13NDS, а CLAY тепер називають терористичним угрупуванням за злом цієї інформації.
Прагнучи очистити своє ім'я від вбивства, Бенджамін зв'язується з MRX, який доручає їм зламати базу даних Європолу в обмін на особистість MRX, надавши їм хакерський інструмент. Розчинивши жорсткі диски в кислоті, щоб стерти дані, вони вирушають до штаб-квартири Європолу в Гаазі, щоб спробувати прорватися всередину, але потрапити туди неможливо. Сміття в штаб-квартирі викидають в охоронюваній будівлі, каналізація заблокована, а спроби фішингу не увінчалися успіхом. Однак, оглядаючи будівлю, Беньямін помічає групу науковців, які відвідують будівлю, і один з них впускає свою картку відвідувача. Скориставшись порадою Макса про соціальну інженерію, Беньямін отримує доступ до будівлі, обдуривши охоронця, і підкидає всередину хакерський пристрій. Потім він зламує внутрішні сервери Європолу і надає MRX вхід, таємно зашифрований всередині подвійного троянського коня, щоб MRX був викритий, коли він спробує отримати доступ. Однак MRX, передбачаючи це, робить знімок Бенджаміна через свою веб-камеру, викриваючи його. Бенджамін змушений тікати, коли його знаходить група російських мафіозі; він тікає від них у метро.
Беньямін повертається до готелю, де він зупинився з трійцею, але знаходить їх вбитими. Не маючи іншого вибору і знаючи, що FRI3NDS його вб'ють, він вирішує здатися Ханне, довівши, що налаштований серйозно, заявивши, що зламав її профіль і дізнався особисту інформацію про неї. Ханне, яку відсторонили від роботи через те, що вона не змогла їх зловити, і яка відчайдушно прагне затримати FRI3NDS і MRX, погоджується включити Бенджаміна в програму захисту свідків в обмін на їхнє упіймання. Бенджамін реєструється як MRX і поширює брехню про те, що MRX - стукач, змушуючи справжнього MRX небезпечними методами проникнути на сервери даркнету, що дозволяє Бенджаміну викрити його. MRX виявляється 19-річним американським хлопцем з Нью-Йорка, якого ФБР заарештовує в кав'ярні.
Однак, погодившись віддати Беньяміна за програмою обміну свідків, Ганна помічає рану, що проходить через його долоню (таку саму рану, яку отримав Макс після того, як встромив у руку цвях), і розуміє, що Макс, Стефан і Пол - це вигадані персонажі. Збентежена, вона відвідує лікаря Беньяміна, який розповідає, що його мати страждала на множинний розлад особистості і покінчила життя самогубством, дізнавшись, що це може передаватися генетично. Ханне з'єднує різні сюжетні дірки в розповіді Беньяміна і розуміє, що "він" один був ГЛИНОМ; він скоїв усі звірства, він один зламав БНД, і він підкинув кулі часів Другої світової війни від своєї бабусі в готель, щоб все виглядало так, ніби вони були вбиті, уявивши собі трійцю через свою хворобу. Ганне протистоїть Беньяміну, у якого стався емоційний зрив, оскільки люди з психічними розладами не можуть бути захищені як свідки. Однак Ханна змінює свою думку і дозволяє йому доступ до програми захисту свідків, яка виявляється "справжньою" програмою, що містить інформацію про всіх громадян Німеччини; тут Беньямін змінює свою особистість. Ганна, висаджуючи Беньяміна, каже, що відпускає його, бо він справді хоче залишатися невидимим, і відпускає його за умови, що він більше ніколи не буде хакерствувати.
Бенджамін, тепер уже світловолосий, самотньо стоїть на поромі Scandlines, що прямує на північ. Однак раптом до нього приєднуються Марі, Макс, Стефан і Пол. В оповіданні Бенджамін заявляє, що здійснив "найбільший злам соціальної інженерії" в історії; сцена повертається до того, як Бенджамін повертається до готелю, знаходить хлопців живими і здоровими; він наказує їм тікати, оскільки МРТ знає його особу, але вони відмовляються залишити його. Після того, як до них приходить Марі і підтверджує, що психічно хворим суб'єктам не може бути наданий захист свідків, вони розробляють план, за яким Беньямін йде до Ханни і диктує їй історію, навмисно залишаючи сюжетні дірки, які вона, швидше за все, розшифрує, а потім використовує своє горе за ним, щоб отримати доступ до програми захисту свідків, а також встромляє йому в руку цвях, щоб історія здавалася правдивою. У серверній кімнаті з'ясувалося, що Беньямін не змінив свою особистість, він її повністю "стер". Беньямін стверджує, що Ханна зрештою зрозуміє його обман, але не буде його переслідувати, оскільки вона отримала те, що хотіла. І справді, на прес-конференції, де оголошується про поразку FR13NDS і MRX, Ханна, прозрівши, посміхається, бо усвідомлює правду.

## У ролях
- Том Шилінг — Бенджамін[5]
- Еліас М’Барек — Макс[5]
- Ганна Герцшпрунг — Марі[5]
- Вотан Вільке Мерінг — Стефан[5]
- Антуан Моно-молодший — Пол[5]
- Тріне Дюргольм — Ганна Ліндберг[5]

## Виробництво

### Знімання
Фільм був знятий у Берліні та Ростоці.

## Випуск
У Німеччині «Хто я» очолив рейтинг найкасовіших фільмів, лідируючи у німецькому кінопрокаті більше 5 тижнів поспіль. Після того як стрічка була презентована в рамках позаконкурсної програми кінофестивалю в Торонто, компанія Warner Bros. придбала права на створення англомовного ремейка фільму

## Нагороди та номінації
- 2015: Баран бо Одар отримав нагороду за найкращу режисуру на Кінонагородах Баварії (нім. Bayerischer Filmpreis).
- 2015: Фільм отримав шість номінацій, у тому числі у категорії «Найкращий повнометражний художній фільм», на Кінонагородах Німеччини (нім. Deutscher Filmpreis).